# Fritz Fullriede

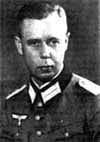
Fritz Fullriede

Fritz Wilhelm Hermann Fullriede (* 4. Januar 1895 in Bremen; † 3. November 1969 in Bad Oldesloe) war ein deutscher Offizier, zuletzt Generalmajor im Zweiten Weltkrieg.

## Leben
Nach seinem Schulabschluss trat Fritz Fullriede als Kriegsfreiwilliger im August 1914 in das Jäger-Bataillon 10 beim kaiserlichen Heer ein. Mit dieser Einheit und später dem Infanterie-Regiment 75 kämpfte er an den Fronten des Ersten Weltkrieges. Im September 1920 wurde er zum Leutnant befördert. Mit dem Zusammenbruch der kaiserlichen Armee wechselte er 1919 in ein Freikorps. Von dort erhielt er im November 1919 eine Übernahme zur Bremer Schutzpolizei. Nur ein Jahr später trat er dort wieder aus und wurde Landwirt. Nach einigen gesammelten Erfahrungen in diesem Bereich entschied er sich, in Afrika eine eigene Farm zu bewirtschaften. Deshalb wechselte er 1924 in die ehemalige deutsche Kolonie nach Südwestafrika und begann dort seinen Plan umzusetzen. Nach zwölf Jahren kehrte er 1936 von dort nach Deutschland zurück.
Fritz Fullriede trat 1937 in die Wehrmacht ein und kommandierte im Zweiten Weltkrieg verschiedene Heeresregimenter unter anderem in Nordafrika und an der Westfront mit Umsicht und erfolgreich. Da der Festungskommandant von Kolberg, General Paul Hermann auf Grund schwerer gesundheitlicher Probleme nicht verwendungsfähig war, übernahm Füllriede am 1. März 1945 die Verteidigung der von den Frontlinien bereits eingeschlossenen Stadt. von Kolberg. In den letzten Kriegswochen führte er vom 18. April 1945 für neun Tage als Kommandeur die 610. Infanterie-Division z. b. V. sowie anschließend bis zum Kriegsende die 3. Marine-Infanterie-Division. Als Kommandeur der 610. Infanterie-Division z. b. V. wurde er am 20. April 1945 zum Generalmajor befördert. Mit beiden Divisionen hatte er an der Stettin-Rostocker Operation teilgenommen.
Er geriet in niederländische Gefangenschaft und wurde gemeinsam mit Heinz-Hellmuth von Wühlisch und Friedrich Christiansen im Fall Putten wegen Kriegsverbrechen verurteilt. Er wurde zu 2,5 Jahren Haft verurteilt.

## Auszeichnungen
- Eisernes Kreuz (1914) II. und I. Klasse[8]
- Verwundetenabzeichen (1918) in Schwarz[8]
- Hanseatenkreuz Bremen[8]
- Spange zum Eisernen Kreuz II. und I. Klasse[8]
- Verwundetenabzeichen (1939) in Gold[8]
- Ritterkreuz des Eisernen Kreuzes mit Eichenlaub[8]
  - Ritterkreuz am 11. April 1943[9]:S. 189
  - Eichenlaub am 23. März 1945 (803. Verleihung)[9]:S. 100